# Johann Christian Hebenstreit (Theologe)

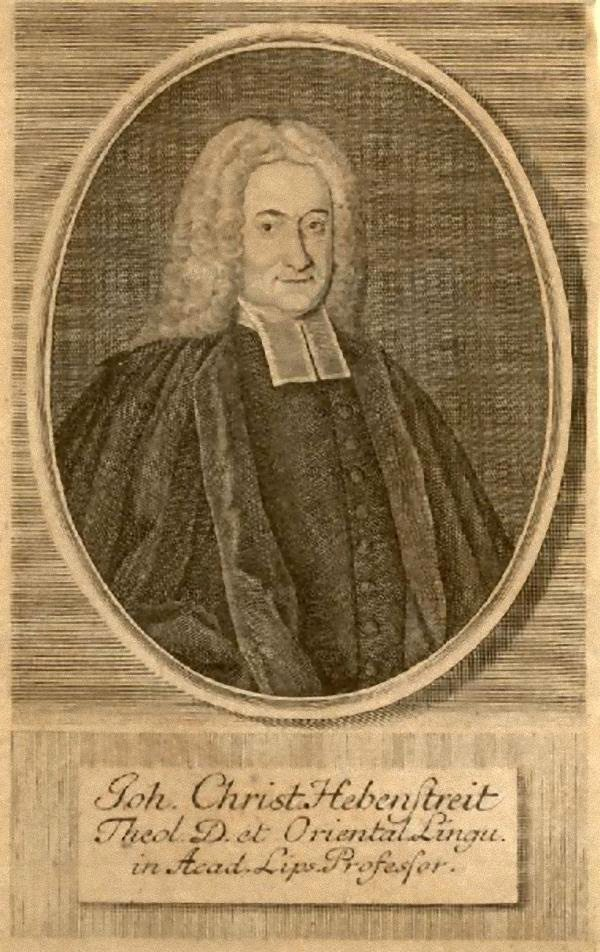
Johann Christian Hebenstreit (Kupferstich, um 1730)

Johann Christian Hebenstreit (* 21. April 1686 in Neunhofen; † 6. Dezember 1756 in Leipzig) war ein deutscher evangelisch-lutherischer Theologe, Philologe und Philosoph.

## Leben
Hebenstreit studierte von 1707 bis 1713 Theologie an der Universität Leipzig. Ab 1721 war er Prediger an der Nikolaikirche. Von 1725 bis 1731 war er Konrektor der Thomasschule zu Leipzig. Er promovierte 1734 zum Dr. theol. Er wurde 1731 Professor für Hebräisch, 1740 außerordentlicher und 1746 ordentlicher Professor für Theologie. 1745/46 und 1751/52 war er Rektor der Universität und 1750/53/55 Dekan der Theologischen Fakultät in Leipzig. Von 1750 bis 1754 war er Domherr zu Zeitz und 1754 zu Meißen.
Hebenstreit war seit 1730 verheiratet mit Christiana Dorothea Schütz. Die beiden hatten zwei Kinder.

## Schriften
- Sefer Mal'akî ... i.e. Ex Malachia Propheta Cap. I commatum 1 ad 5 ... commentariis interpretatio, Leipzig 1731 (mit Johann Christ Bruder)
- Rasim nesuim le-bo masiah i. e. De Erigendis Capitibus In Adventu Messiae. Super Psalm. XXIV. Comma 7 usque ad 10. Disputatio Philologica, Leipzig 1741 (mit Christian Samuel Forbiger)
- De benedictione tertia muneris Christi sacerdotalis parte quid fibi videatur disserit, Leipzig 1751 (mit Georg Friedrich Weber)
- Delectus Bibliothecae a Ioanne Christiano Hebenstreit. Accedit appendix aliorum ex omni scientiarum genere optimae notae librorum, Leipzig 1789.
- Dissertatio logica de praeside disputationis, ejusque officio, quam inclyti ordinis philosophorum benevolo indultu pro loco inter eos obtinendo, alter vice publico eruditorum examini submittet d. 23. Octobr. 1717, Leipzig 1717.